# 萊達 (內華達州)
萊達（英語：Lida）是位於美國內華達州埃斯梅拉達縣的鬼鎮。

## 歷史
萊達的郵局自1873年、1927年、1931年及1918年、1929年、1932年三度設立和停運。

## 地理
萊達所處的海拔為高於海平面1884米（即6181英呎），而該地所採用的時區為UTC-8，即太平洋时区（PST）。同時該地設有夏令時間，為UTC-8調快一小時，即UTC-7（PDT）。